# Nyársapát
Nyársapát is een plaats (község) en gemeente in het Hongaarse comitaat Pest. Nyársapát telt 1756 inwoners (2001).